# Rhynchites (djur)
Rhynchites är ett släkte av skalbaggar. Rhynchites ingår i familjen Rhynchitidae.

## Bildgalleri

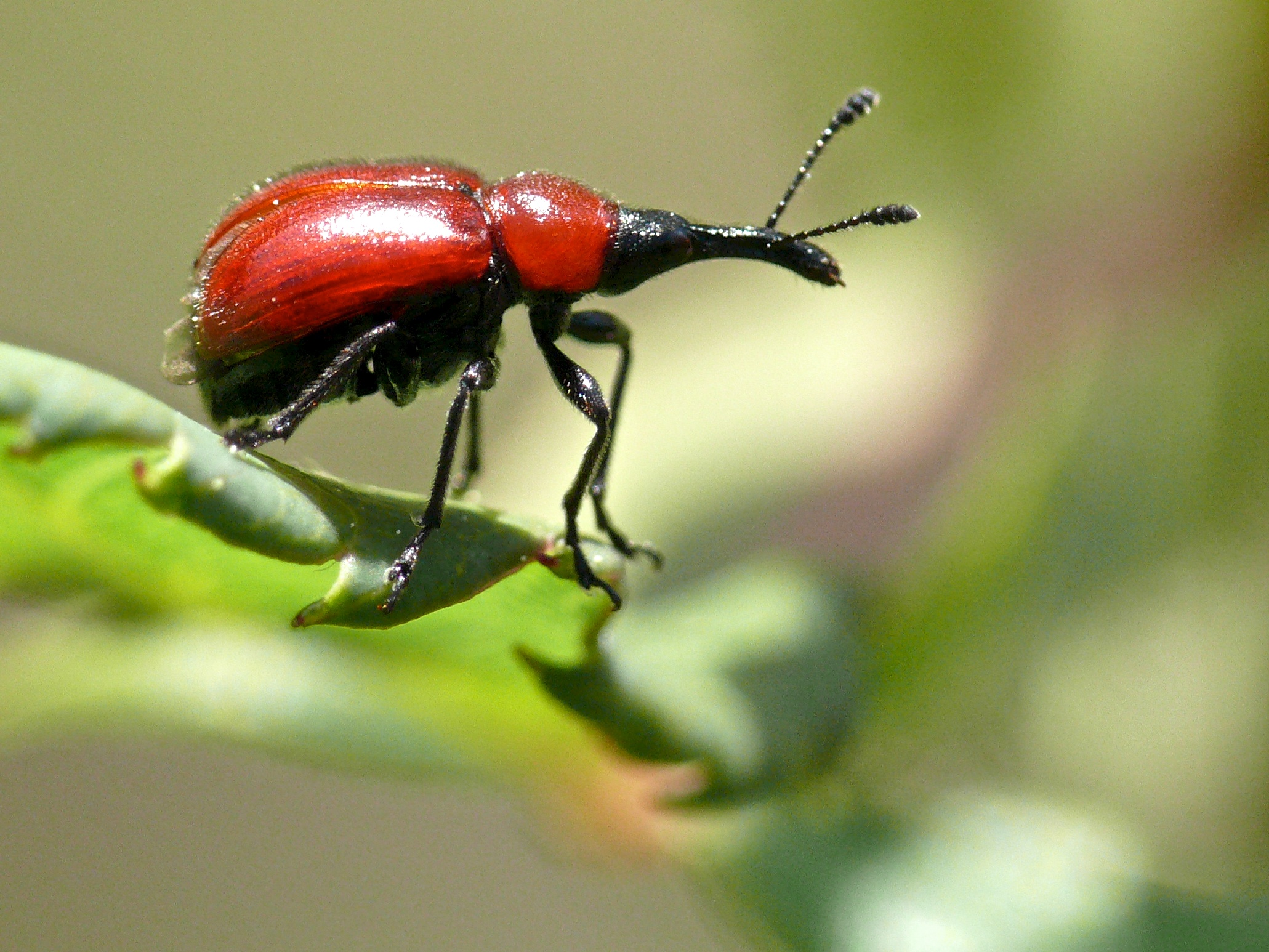

## Dottertaxa tillRhynchites, i alfabetisk ordning[1]
- Rhynchites abeillei
- Rhynchites abnormalis
- Rhynchites acaciae
- Rhynchites addendus
- Rhynchites adjectus
- Rhynchites aeneoniger
- Rhynchites aeneovirens
- Rhynchites aeneus
- Rhynchites aequatus
- Rhynchites aeratoides
- Rhynchites aeratus
- Rhynchites aereipennis
- Rhynchites aereus
- Rhynchites aethiopicus
- Rhynchites aethiops
- Rhynchites affectatus
- Rhynchites africanus
- Rhynchites alcyoneus
- Rhynchites algoensis
- Rhynchites alliariae
- Rhynchites amabilis
- Rhynchites amictus
- Rhynchites amitinus
- Rhynchites amurensis
- Rhynchites analis
- Rhynchites anatolicus
- Rhynchites andrewesi
- Rhynchites angustatus
- Rhynchites antennalis
- Rhynchites anthracinus
- Rhynchites apertus
- Rhynchites apionoides
- Rhynchites arcuatus
- Rhynchites arduus
- Rhynchites argutus
- Rhynchites arquatus
- Rhynchites arrowi
- Rhynchites asiaticus
- Rhynchites assimilis
- Rhynchites aterrimus
- Rhynchites atrocaeruleus
- Rhynchites atrocoeruleus
- Rhynchites atropurpureus
- Rhynchites auletoides
- Rhynchites auratus
- Rhynchites aureus
- Rhynchites auricapillus
- Rhynchites aurifer
- Rhynchites aurulans
- Rhynchites austerus
- Rhynchites austriacus
- Rhynchites azurescens
- Rhynchites azureus
- Rhynchites bacchoides
- Rhynchites bacchus
- Rhynchites balaninoides
- Rhynchites balneator
- Rhynchites basalis
- Rhynchites basilaris
- Rhynchites beccarii
- Rhynchites benitoensis
- Rhynchites betulae
- Rhynchites betuleti
- Rhynchites bhamoensis
- Rhynchites bicolor
- Rhynchites bicoloratus
- Rhynchites bicuspis
- Rhynchites bifasciculatus
- Rhynchites bipubescens
- Rhynchites bipustulatus
- Rhynchites birmanicus
- Rhynchites bisulcatus
- Rhynchites borneoensis
- Rhynchites brasilianus
- Rhynchites brevirostris
- Rhynchites breviusculus
- Rhynchites bucklandiae
- Rhynchites burgeoni
- Rhynchites byctiscoidiceps
- Rhynchites caeruleus
- Rhynchites caliginosus
- Rhynchites canus
- Rhynchites carinensis
- Rhynchites carinulatus
- Rhynchites castaneus
- Rhynchites cavifrons
- Rhynchites celebicus
- Rhynchites centralis
- Rhynchites ceylonensis
- Rhynchites chalceus
- Rhynchites championi
- Rhynchites chiriquensis
- Rhynchites cimetarius
- Rhynchites cinnamomi
- Rhynchites circassicus
- Rhynchites civicus
- Rhynchites clavatus
- Rhynchites clavicornis
- Rhynchites coarctirostris
- Rhynchites coarctus
- Rhynchites coelestinus
- Rhynchites coeruleocephalus
- Rhynchites coerulescens
- Rhynchites coeruleus
- Rhynchites collaris
- Rhynchites collarti
- Rhynchites columbianus
- Rhynchites comatellus
- Rhynchites comatus
- Rhynchites comosellus
- Rhynchites confertus
- Rhynchites confragosicollis
- Rhynchites congener
- Rhynchites congruus
- Rhynchites conicus
- Rhynchites conradti
- Rhynchites consimilis
- Rhynchites consobrinus
- Rhynchites constrictus
- Rhynchites contristatus
- Rhynchites copiosus
- Rhynchites corallinus
- Rhynchites corsicus
- Rhynchites corvinus
- Rhynchites craccae
- Rhynchites crassirostris
- Rhynchites crassiusculus
- Rhynchites cribripennis
- Rhynchites cribrum
- Rhynchites crinitus
- Rhynchites crioceroides
- Rhynchites cumulatus
- Rhynchites cupido
- Rhynchites cupreatus
- Rhynchites cuprescens
- Rhynchites cupreus
- Rhynchites cuprinus
- Rhynchites curculionoides
- Rhynchites curtirostris
- Rhynchites curtus
- Rhynchites cyaenus
- Rhynchites cyanellus
- Rhynchites cyaneopennis
- Rhynchites cyanescens
- Rhynchites cyaneus
- Rhynchites cyanicolor
- Rhynchites cylindricollis
- Rhynchites cylindricus
- Rhynchites dapitanus
- Rhynchites davidis
- Rhynchites debilis
- Rhynchites declaratus
- Rhynchites delectus
- Rhynchites densatus
- Rhynchites depressus
- Rhynchites desipiens
- Rhynchites despectus
- Rhynchites dionysus
- Rhynchites discretus
- Rhynchites disjunctus
- Rhynchites dispar
- Rhynchites dissimilicolor
- Rhynchites distans
- Rhynchites distinguendulus
- Rhynchites dohrni
- Rhynchites dybovskyi
- Rhynchites egenus
- Rhynchites elegans
- Rhynchites elusus
- Rhynchites elysius
- Rhynchites emgei
- Rhynchites erythropterus
- Rhynchites erythrosoma
- Rhynchites exaratus
- Rhynchites eximius
- Rhynchites fagi
- Rhynchites faldermanni
- Rhynchites fallax
- Rhynchites familiaris
- Rhynchites fasciatus
- Rhynchites fasciculosus
- Rhynchites femoralis
- Rhynchites ferghanensis
- Rhynchites ferox
- Rhynchites figuratus
- Rhynchites flavipedestris
- Rhynchites flavipes
- Rhynchites flaviventris
- Rhynchites flavolineatus
- Rhynchites flexirostris
- Rhynchites formosus
- Rhynchites fossifrons
- Rhynchites foveifrons
- Rhynchites foveipennis
- Rhynchites fragariae
- Rhynchites fruhstorferi
- Rhynchites fukienensis
- Rhynchites fulgidus
- Rhynchites fulvescens
- Rhynchites fulvihirtus
- Rhynchites fulvopubens
- Rhynchites funebris
- Rhynchites furtivus
- Rhynchites furvus
- Rhynchites gabonicus
- Rhynchites gagates
- Rhynchites gelastinus
- Rhynchites gemma
- Rhynchites gensanensis
- Rhynchites gentilis
- Rhynchites germanicus
- Rhynchites giganteus
- Rhynchites gilvipes
- Rhynchites glabellus
- Rhynchites gracilicornis
- Rhynchites gracilirostris
- Rhynchites gracilis
- Rhynchites grandis
- Rhynchites granulatus
- Rhynchites grewiae
- Rhynchites griseipilosus
- Rhynchites guatemalenus
- Rhynchites haematopus
- Rhynchites haemorrhoidalis
- Rhynchites hampsoni
- Rhynchites haradai
- Rhynchites harwoodi
- Rhynchites hauseri
- Rhynchites helleri
- Rhynchites heros
- Rhynchites heydeni
- Rhynchites hilaris
- Rhynchites hirsutus
- Rhynchites hirtellus
- Rhynchites hirticollis
- Rhynchites hirtus
- Rhynchites hispanicus
- Rhynchites hispoides
- Rhynchites hoemorrhoidalis
- Rhynchites homalinus
- Rhynchites horni
- Rhynchites humeralis
- Rhynchites hungaricus
- Rhynchites icosandriae
- Rhynchites ilicis
- Rhynchites illibatus
- Rhynchites imparis
- Rhynchites impressicollis
- Rhynchites impressus
- Rhynchites incupreus
- Rhynchites indochinensis
- Rhynchites inermis
- Rhynchites infuscatus
- Rhynchites inordinatus
- Rhynchites insularis
- Rhynchites interpunctatus
- Rhynchites interruptus
- Rhynchites intricatus
- Rhynchites irideus
- Rhynchites isabellinus
- Rhynchites javanicus
- Rhynchites jekeli
- Rhynchites juvenilis
- Rhynchites kalshoveni
- Rhynchites kanalensis
- Rhynchites kawiensis
- Rhynchites koreanus
- Rhynchites kozlovi
- Rhynchites lacunipennis
- Rhynchites laeticulus
- Rhynchites laetus
- Rhynchites laevicollis
- Rhynchites laevigatus
- Rhynchites laevior
- Rhynchites latiusculus
- Rhynchites lauraceae
- Rhynchites lautus
- Rhynchites lenaeus
- Rhynchites lepidulus
- Rhynchites lepidus
- Rhynchites lernaeus
- Rhynchites leucoscutellatus
- Rhynchites leucothyreus
- Rhynchites levirostris
- Rhynchites liveus
- Rhynchites lividus
- Rhynchites longehirtus
- Rhynchites longiceps
- Rhynchites longicollis
- Rhynchites longimanus
- Rhynchites longipes
- Rhynchites longirostris
- Rhynchites longulus
- Rhynchites luceus
- Rhynchites luridus
- Rhynchites lygaeus
- Rhynchites macrophthalmus
- Rhynchites maculicollis
- Rhynchites major
- Rhynchites malabarensis
- Rhynchites mandli
- Rhynchites mandschuricus
- Rhynchites manillensis
- Rhynchites mannerheimi
- Rhynchites mannerheimii
- Rhynchites marginatus
- Rhynchites marginicollis
- Rhynchites marina
- Rhynchites marshalli
- Rhynchites maximus
- Rhynchites megacephalus
- Rhynchites melanarius
- Rhynchites melancholicus
- Rhynchites melanocephalus
- Rhynchites melas
- Rhynchites metallicus
- Rhynchites methneri
- Rhynchites mexicanus
- Rhynchites meyeri
- Rhynchites minor
- Rhynchites minutus
- Rhynchites mixtus
- Rhynchites modestus
- Rhynchites moestus
- Rhynchites mollis
- Rhynchites molybdaeneus
- Rhynchites mongolicus
- Rhynchites monticola
- Rhynchites morulus
- Rhynchites motschoulskyi
- Rhynchites motschulskyi
- Rhynchites multiguttatus
- Rhynchites mundus
- Rhynchites mutata
- Rhynchites nalandaicus
- Rhynchites nanus
- Rhynchites naso
- Rhynchites natalensis
- Rhynchites nebulosus
- Rhynchites niger
- Rhynchites nigricans
- Rhynchites nigriclavatus
- Rhynchites nigripennis
- Rhynchites nigripes
- Rhynchites nigrocyaneus
- Rhynchites nigrolimbatus
- Rhynchites nilghiricus
- Rhynchites nilosistriatus
- Rhynchites nitidifrons
- Rhynchites nitidus
- Rhynchites nudipennis
- Rhynchites obscuricolor
- Rhynchites obscurus
- Rhynchites obsitus
- Rhynchites ochreosignatus
- Rhynchites oculatus
- Rhynchites oengaranicus
- Rhynchites olivaceus
- Rhynchites opacus
- Rhynchites opalizans
- Rhynchites ophthalmicus
- Rhynchites orcinus
- Rhynchites ovatus
- Rhynchites pacatus
- Rhynchites pallicollis
- Rhynchites pallidipennis
- Rhynchites pallidipes
- Rhynchites pallidulus
- Rhynchites palmi
- Rhynchites parcus
- Rhynchites parellinus
- Rhynchites parvulus
- Rhynchites parvus
- Rhynchites pauxillus
- Rhynchites pectitus
- Rhynchites pectoralis
- Rhynchites pedestris
- Rhynchites pelliceus
- Rhynchites pellitus
- Rhynchites penangincola
- Rhynchites perplexus
- Rhynchites persicus
- Rhynchites philippensis
- Rhynchites piceus
- Rhynchites pilifer
- Rhynchites pilosi-tessellatus
- Rhynchites pilosovittatus
- Rhynchites pilosulus
- Rhynchites pilosus
- Rhynchites pilumnus
- Rhynchites piri
- Rhynchites placidus
- Rhynchites plagiocephalus
- Rhynchites planifrons
- Rhynchites planirostris
- Rhynchites planiusculus
- Rhynchites platyfrons
- Rhynchites platynotus
- Rhynchites plumbeus
- Rhynchites podager
- Rhynchites politus
- Rhynchites populi
- Rhynchites praeustus
- Rhynchites pristis
- Rhynchites propinquus
- Rhynchites proximus
- Rhynchites pruinosus
- Rhynchites pubens
- Rhynchites puberulus
- Rhynchites pubescens
- Rhynchites pubipennis
- Rhynchites pudens
- Rhynchites pullatus
- Rhynchites pullus
- Rhynchites punctatus
- Rhynchites puncticeps
- Rhynchites punctifrons
- Rhynchites punctipennis
- Rhynchites punctulatus
- Rhynchites purpurea-violacea
- Rhynchites purpureus
- Rhynchites pusillus
- Rhynchites pustulatus
- Rhynchites quadripennis
- Rhynchites quadripustulatus
- Rhynchites quercus
- Rhynchites recticulatus
- Rhynchites rectirostris
- Rhynchites regalis
- Rhynchites regularis
- Rhynchites restituens
- Rhynchites revestitus
- Rhynchites rhedi
- Rhynchites rhinomacer
- Rhynchites rhodesianus
- Rhynchites rosti
- Rhynchites rostralis
- Rhynchites rotundicollis
- Rhynchites rubens
- Rhynchites ruber
- Rhynchites rubricollaris
- Rhynchites rubricollis
- Rhynchites rubripes
- Rhynchites rubrirostris
- Rhynchites rubrithorax
- Rhynchites rufescens
- Rhynchites ruficollis
- Rhynchites ruficornis
- Rhynchites rufipes
- Rhynchites rufitarsis
- Rhynchites rufiventris
- Rhynchites rufofemorata
- Rhynchites rugiceps
- Rhynchites rugosicollis
- Rhynchites rugosipennis
- Rhynchites rugosus
- Rhynchites rutilus
- Rhynchites samarensis
- Rhynchites sandakanensis
- Rhynchites sanguinicollis
- Rhynchites sanguinipennis
- Rhynchites sarafschanicus
- Rhynchites sarawakensis
- Rhynchites satrapa
- Rhynchites scabridus
- Rhynchites scalptus
- Rhynchites scheitzae
- Rhynchites schenklingi
- Rhynchites schilskyi
- Rhynchites schroderi
- Rhynchites schroederi
- Rhynchites schusteri
- Rhynchites scitus
- Rhynchites scrobicollis
- Rhynchites sculpturatus
- Rhynchites scutellaris
- Rhynchites semicyaneus
- Rhynchites semidilucidus
- Rhynchites semiobscurus
- Rhynchites semiopacus
- Rhynchites semiruber
- Rhynchites semirugosus
- Rhynchites semiumbrata
- Rhynchites seniculus
- Rhynchites seriatopilosus
- Rhynchites sibuyanensis
- Rhynchites silenus
- Rhynchites similatus
- Rhynchites similis
- Rhynchites simillimus
- Rhynchites simulans
- Rhynchites singularis
- Rhynchites smyrnensis
- Rhynchites socius
- Rhynchites solutus
- Rhynchites spadiceus
- Rhynchites spinicollis
- Rhynchites splendidus
- Rhynchites subauratus
- Rhynchites subchalybaeus
- Rhynchites subcumulatus
- Rhynchites subdentatus
- Rhynchites subglaber
- Rhynchites submaculatus
- Rhynchites subolivaceus
- Rhynchites subopacus
- Rhynchites suborichalceus
- Rhynchites subplanus
- Rhynchites subplumbeus
- Rhynchites subpruinosa
- Rhynchites subtectus
- Rhynchites subterraneus
- Rhynchites subviolaceus
- Rhynchites subvirens
- Rhynchites subviridianus
- Rhynchites subviridis
- Rhynchites suffundens
- Rhynchites sumatraensis
- Rhynchites sumptuosus
- Rhynchites suturalis
- Rhynchites suturellus
- Rhynchites suturifer
- Rhynchites tenuicornis
- Rhynchites tenuirostris
- Rhynchites testaceus
- Rhynchites theresae
- Rhynchites thesaurus
- Rhynchites thomsoni
- Rhynchites thoracocircularis
- Rhynchites tomentosus
- Rhynchites tonkinensis
- Rhynchites torquata
- Rhynchites tricarinatus
- Rhynchites trifasciatus
- Rhynchites tristis
- Rhynchites trojanus
- Rhynchites truncatus
- Rhynchites tubicen
- Rhynchites tygosanensis
- Rhynchites ultramarinus
- Rhynchites uncinatus
- Rhynchites unicolor
- Rhynchites ursulus
- Rhynchites ursus
- Rhynchites ussuriensis
- Rhynchites wahnesi
- Rhynchites wallacei
- Rhynchites waterstradti
- Rhynchites weberi
- Rhynchites velatus
- Rhynchites ventanasensis
- Rhynchites venustulus
- Rhynchites venustus
- Rhynchites vernaculus
- Rhynchites versicolor
- Rhynchites vestitus
- Rhynchites wickhami
- Rhynchites villosulus
- Rhynchites villosus
- Rhynchites violaceipennis
- Rhynchites violaceus
- Rhynchites virescens
- Rhynchites viridaeneus
- Rhynchites viridiaeneus
- Rhynchites viridianus
- Rhynchites viridis
- Rhynchites viridissimus
- Rhynchites vulpes
- Rhynchites yunnanicus
- Rhynchites zaitzevi
- Rhynchites zunilensis